# Yandex Map Editor
Yandex Map Editor es una herramienta lanzada por la empresa Yandex en junio del 2010. Fue diseñada para mejorar el servicio que ofrece Yandex Maps. Su objetivo es recopilar la mayor cantidad posible de información de calidad suministrada por los propios usuarios, que luego era verificada por moderadores para posteriormente ser publicada en Yandex Maps. 

## Retransmisión en directo
La retransmisión en directo es una página que muestra en directo las últimas ediciones enviadas por los usuarios.